# Чемпионат Кении по футболу
Премьер-лига Кении (англ. Kenyan Premier League (KPL)) — высший футбольный дивизион Кении, основан в 1963 году.

## Описание Лиги
Чемпионат содержит в себе 18 клубов сезон для которых начинается весной и заканчивается осенью того-же года. В 2018 году чемпионат перешёл на систему осень-весна. Спонсором чемпионата является компания Football Kenya Limited которая также владеет акциями КПЛ.

Федерация футбола Кении очень сильно влияет на улучшения качества и профессионализма футбола Кении, ставля перед собой задачи как для Клубов Премьер Лиги так и для футболистов своей страны за пределами её. Переломным моментом стал 2006 год, когда по поводу поддержания Кенийского футбола было проведено собрание представителей КАФ и ФИФА в Каире, которое закончилось подписанием обеими сторонами (КАФ и ФИФА) контракта, целью которого являлось построить новое будущее для местного футбола. Вот основные изменения в футболе после подписания контракта : 

2007 год
- За последние годы впервые правильно была соблюдена система вылета из лиги
- Осуществлялась регулярное обновление футбольного оборудования на протяжении сезона
- Были проведены все 240 матчей чемпионата (на 16 клубов)
- Снизилось количество красных и жёлтых карточек выданных футболистам
- улучшены покозатели голов (в среднем 2 гола за игру)
- За 14-дневный срок не один клуб не сыграл более 3-х матчей
- Повышена конкурентоспособность

2008 год 

За сезон 2008 года преследовались следующие цели:
- Повышение профессионального уровня судей и тренеров, также создание для них школ
- Привлечение новых спонсоров
- Достижение финансовой стабильности клубов
- Создание сайта, показывающий все данные о турнирной таблице чемпионата, а также клубов
- Улучшить поддержку клубов, тренеров, игроков и судей средствами массовой информации
- Совместно с правительством, коммерческими организациями улучшить футбольные поля

Также в 2008 году было подписано 4-х летнее заключение договора на 5,5 млн.долларов США с SuperSport International. Также в условиях партнёрства было включено:
- Привлечение инвестиций в инфраструктуру
- Изменение логотипа Лиги
- Увеличение новых рабочих мест в футбольной инфраструктуре
- Создания различных совещаний по улучшению клубного управления
- Развития спонсорства (привлечение спонсоров)
- Развитие ТВ-трансляций и подготовки комментаторов

## Команды-участницы 2023-24
| Команда            | Город    | Стадион                            | Вместимость |
| ------------------ | -------- | ---------------------------------- | ----------- |
| АФК Леопардс       | Найроби  | Национальный стадион Ньяйо         | 15 000      |
| Бандари            | Момбаса  | Муниципальный стадион Момбасы      | 10 000      |
| Бидко Юнайтед      | Тика     | Del Monte Grounds                  |             |
| Muhoroni Youth     | Найроби  | Национальный стадион Ньяйо         | 15 000      |
| Гор Махиа          | Найроби  | Национальный стадион Ньяйо         | 15 000      |
| Какамега Хоумбойз  | Какамега | Стадион Бухунгу                    | 5 000       |
| Кариобанги Шаркс   | Найроби  | Kasarani Annex Stadium             | 5 000       |
| КБК                | Найроби  | Городской стадион Найроби          | 15 000      |
| Муранга СЕАЛ       | Муранга  | SportPesa Arena                    | 1 000       |
| Найроби Сити Старз | Найроби  | World Hope Center                  | 5 000       |
| Нзоя Юнайтед       | Бунгома  | Sudi Stadium                       | 5 000       |
| Полиция Кении      | Найроби  | Национальный стадион Ньяйо         | 15 000      |
| Поста Рейнджерс    | Элдорет  | Стадион Кипчоге Кейно              | 10 000      |
| Софапака           | Найроби  | Национальный стадион Ньяйо         | 15 000      |
| Таланта            | Найроби  | Стадион Руарака                    | 4 000       |
| Таскер             | Найроби  | Международный спортивный центр Мои | 80 000      |
| Улинзи Старз       | Накуру   | Афраха Стэдиум                     | 8 200       |
| Шабана             | Кисии    | Стадион Гусии                      | 5 000       |

## Список чемпионов
| - 1963 : Накуру Олл-Старз - 1964 : Луо Юнион - 1965 : Фейсал - 1966 : АФК Леопардс - 1967 : АФК Леопардс - 1968 : Гор Махиа - 1969 : Накуру Олл-Старз - 1970 : АФК Леопардс - 1972 : Таскер - 1973 : АФК Леопардс - 1974 : Гор Махиа - 1975 : Луо Юнион - 1976 : Гор Махиа - 1977 : Таскер - 1978 : Таскер - 1979 : Гор Махиа | - 1980 : АФК Леопардс - 1981 : АФК Леопардс - 1982 : АФК Леопардс - 1983 : Гор Махиа - 1984 : Гор Махиа - 1985 : Гор Махиа - 1986 : АФК Леопардс - 1987 : Гор Махиа - 1988 : АФК Леопардс - 1989 : АФК Леопардс - 1990 : Гор Махиа - 1991 : Гор Махиа - 1992 : АФК Леопардс - 1993 : Гор Махиа - 1994 : Таскер - 1995 : Гор Махиа | - 1996 : Таскер - 1997 : Уталии - 1998 : АФК Леопардс - 1999 : Таскер - 2000 : Таскер - 2001 : Осериан Фастак - 2002 : Осериан Фастак - 2003 : Улинзи Старз - 2004 : Улинзи Старз - 2005 : Улинзи Старз - 2006 : Сони Шугар - 2007 : Таскер - 2008: Матхаре Юнайтед - 2009: Софапака - 2010: Улинзи Старз - 2011 : Таскер | - 2012 : Таскер - 2013 : Гор Махиа - 2014 : Гор Махиа - 2015 : Гор Махиа - 2016 : Таскер - 2017 : Гор Махиа - 2018 : Гор Махиа - 2018-19: Гор Махиа - 2019-20: Гор Махиа - 2020-21: Таскер - 2021-22: Таскер - 2022-23: Гор Махиа |  |

## Турнирная таблица
```
1.Улинзи Старз             30 16 11  3  37-16  59  Лига Чемпионов
2.Гор Махия                30 15 11  4  33-15  56
3.Тускер                   30 14 11  5  35-19  53
4.Софапака                 30 11 14  5  39-23  47 Кубок Конфедерации (Выиграл кубок Кении)
5.Сони Шуга                30 11  8 11  26-26  41
6.Матхаре Юнайтед          30  7 18  5  31-28  39
7.Карутури                 30  9 11 10  22-24  38  
8.Вестерн Стима            30  9 11 10  28-31  38
9.Чемечил Шуга             30  7 13 10  22-26  34
10.Тика Юнайтед             30  8 10 12  23-30  34
11.Найроби Сити Старз       30  7 13 10  25-34  34
12.Леопардз                 30  8 10 12  29-41  34
13.Поста Ренджерс           30  7 12 11  28-37  33
14.Кения Комерсиал Банк     30  9  6 15  29-40  33
```

```
15.Ред Беретс               30  7 10 13  27-32  31  Национальная лига
16.Махакама                 30  5 11 14  21-33  26  Национальная лига
```

```
1.Софпака                           30 16 11  3  39-21  59  ЛЧ КАФ
2.Матхаре Юнайтед                   30 15  8  7  39-23  53  
3.Тика Юнайтед                      30 13 12  5  31-19  51
4.Тускер                            30 14  6 10  47-30  48  
5.Гор Махиа                         30 15  1 14  39-33  46
6.Найроби Сити Старз                30 11 10  9  30-29  43
7.Карутури                          30  9 13  8  19-17  40
8.Чемелил Шуга                      30 10 10 10  28-28  40
9.Сони Шуга                         30 11  7 12  29-31  40
10.Улинзи Старз                     30  8 15  7  24-26  39
11.Вестерн Стима                    30  8 12 10  29-28  36
12.ККБ                              30  8 10 12  32-39  34
13.АФК Леопардс                     30  8 10 12  28-36  34 КК КАФ (выиграл кубок Кении)
14.Ред Беретс                       30  7  9 14  28-43  30
```

```
15.Бандари                          30  7  8 15  25-41  29  национальная лига
16.Агрочемикалс                     30  5  8 17  20-43  23  национальная лига
```